# La sciamana
La sciamana (Szamanka) è un film del 1996 diretto da Andrzej Żuławski. 
Il film, sceneggiato da Manuela Gretkowska, presentato e acclamato al Festival di Venezia 1996, è stato pesantemente criticato in patria e divenuto oggetto di scandalo, a causa del contenuto ritenuto oltraggioso verso i valori cristiani, estremamente violento e pornografico. Il regista è stato accusato di avere manipolato a suo piacimento l'esordiente Iwona Petry e d'averla costretta a girare le scene più spinte contro la sua volontà.

## Trama
Una ragazza misteriosa e senza nome, soprannominata l'Italiana, arriva a Varsavia per iscriversi al Politecnico. Michal, docente d'antropologia, le subaffitta un appartamento e fin dal loro primo incontro, quasi posseduti da qualcosa di sovrannaturale, iniziano una rovente relazione sessuale. Il giorno dopo l'incontro con l'Italiana, Michal e alcuni collaboratori rinvengono in un cantiere vicino a Varsavia il corpo mummificato di un uomo, risalente a più di tremila anni fa; dopo attenti studi, Michal si convince che la mummia sia riconducibile a uno sciamano d'un'antica tribù e decide di dedicarsi anima e corpo alla scoperta della cause della morte. Al passare dei giorni e delle settimane, la ricerca della verità si fa sempre più ossessiva e maniacale, trovando sfogo soltanto nel rapporto con l'Italiana, in una relazione fisica sempre più violenta ed eccessiva che sconvolge la mente di Michal, al punto da fargli rompere ogni rapporto con la moglie Anna e gli amici, e rivelerà la vera natura della ragazza.

## Produzione
Il film è stato girato tra Varsavia e Cracovia; le riprese a Varsavia includono la stazione di Varsavia Centrale, il distretto di Praga-Północ e gli edifici amministrativi delle PKP, le ferrovie statali polacche. A Cracovia sono state girate alcune scene alla stazione centrale Kraków Główny ed all'Università della scienza e della tecnologia di Cracovia.

## Distribuzione
La pellicola è stata distribuita in Polonia a partire dal 10 maggio 1996 in un numero limitato di copie, in sale selezionate e in spettacoli di seconda serata; si calcola che siano stati venduti circa 400 000 biglietti in patria, mentre in Francia, dove La sciamana è stata distribuita dal 19 marzo 1997, soltanto 11 150.